# Mabaan jezik
Mabaan jezik (barga, gura, maaban, meban, southern burun, tonko, tungan, ulu ISO 639-3: mfz), nilsko-saharski jezik uže nilotske skupine, kojim govori (po nekim podacima) preko 50 000 ljudi (2000 WCD) na granici sudanskih provincija Plavi i Gornji Nil, odnosno između rijeka Yabus i Tombak na sjeveru i Khor Daga na jugu.
Jedan je od 11 mabanskih jezika, šira skupina maban-burun. Pismo: latinica.

## Vanjske poveznice
- Ethnologue (14th)
- Ethnologue (15th)